# بتلي

بتلي (Bitl) هو منصة إدارة الروابط المختصرة وهي شركة أنشئت في عام 2008. ومقرها في مدينة نيويورك بامريكا . وتقوم باختصار Bitly 600 مليون رابط شهريا، لاستخدامها في الشبكات الاجتماعية ، والرسائل القصيرة، والبريد الإلكتروني. Bitly يجعل المال عن طريق فرض رسوم على الوصول إلى البيانات المجمعة التي نشأت نتيجة لكثير من الناس باستخدام عناوين مختصرة .

## التكنولوجيا
الشركة تستخدم برتوكول رساله بروتوكول نقل النص المتشعب 301 لتوجية الروابط . وتهدف اختصارات ل تكون دائمة ولا يمكن تغييرها بمجرد إنشائها. عناوين URL التي يتم اختصارها مع bitly خدمة استخدام المجال bit.ly أو أي مجال عام الآخرين بأن العروض الخدمة .[بحاجة لمصدر]Information about any short bitly URL http://bit.ly/x is available at http://bit.ly/x+ (that is, the URL with a plus sign appended), for example http://bit.ly/QtQET+. This allows users to see and check the long URL before visiting it.